# 張浵
張浵（1920年11月11日—2017年9月8日），字屏垣，遼寧省撫順縣人，是臺灣公路的主要規劃者之一。官至中華民國交通部參事兼主任秘書，退休後任交通部顧問。

## 生平
張浵考入哈爾濱工業大學土木工程系，當時以日語授課，1942年12月畢業。畢業後進了中國長春鐵路管理局任職。1948年11月1日東北剿匪總司令部在辽沈战役潰敗，11月10日長春鐵路局人員逃難，「路經各地共軍關卡，均告稱往錦州搶修鐵路，一路通行無阻」。南逃時本無目的地，最終決定赴台灣，「因為日人統治臺灣50年之久。日語已成通用語言。而我恰巧日語流利，到臺灣沒有語言障礙，容易溝通且可減少誤會，比去廣州、重慶要好」。1949年4月從上海抵台灣左營港。
進入高雄市政府；高雄市的特色之一、十條主要道路以一至十的數字依序排列（一心路開始到十全路），據稱即由張浵等時任高市工程隊之職員命名。
1955年，張浵進入台灣省公路局，負責考核台灣所有公路養護工作，公路總局現行的公路編號辦法，即由他擬定。为了建立公路管理制度，張浵曾花了七个月，把当时两千六百多条公路路线画成十万分之一的路线图，在航照图还不发达的年代，这也是台湾史上第一张公路图。
單數編號的公路為縱向，雙數編號的公路則為橫向，以及在編號後加入天干依續作為公路支線編號（鄉道、專用公路除外），皆是他擬定的公路編號通則。
張浵長期參與公路規劃，歷經台灣諸多重大交通建設之規劃與督導工作，1988年從交通部退休後，受交通部邀請當任20多年顧問，並規畫全台與國道高速公路連結的十二條東西向省道快速公路；1997年，在交通部前次長張家祝的推薦下，張浵於逢甲大學運輸科技與管理學系擔任大學部兼任教師，在大四開設「公路行政管理概論」課程。
2012年交通部頒發『金路獎』時，首次增設第一次設終身成就獎，並將該獎頒發給張浵。擁有『台灣公路活字典』美譽
2017年9月6日，張浵因心肌梗塞緊急送醫，於9月8日逝世，享耆壽97歲。

## 經歷
- 中國長春鐵路管理局幫工程司
- 高雄市政府工程隊隊長
- 臺灣省公路局課長、副處長、處長
- 臺灣省交通處科長、主任秘書、副處長
- 交通部參事兼執行秘書、主任秘書
- 交通部顧問
- 逢甲大學交通工程與管理學系（所）兼任副教授

## 著作
- 《公路普查及2,600公里10年改善計畫》
- 《公路管理與財政》
- 《交通誌公路篇》
- 《公路行政管理概論》
- 《交通工程誌道路工程篇》
- 《臺灣公路人—張浵回憶錄》

## 註解
1. ↑  中长铁路始于1945年。毕业后就职的话只能是其前身满铁或者国铁

### 其他來源
- 張浵. . 臺北: 交通部公路總局. 2015年.